# Kertész Géza
Kertész Géza (Budapest, 1894. november 18. – Budapest, 1945. február 6.) válogatott labdarúgó, csatár, edző. A nemzeti ellenállás "Dallam" nevű szervezetének tagja. 1944 decemberében letartóztatták, először a Gestapo Fő utcai börtönében, majd a Belügyminisztérium Várban lévő, Országház utca 28. szám alatti pincéjében raboskodott. 1945 februárjában Tóth Potya István korábbi labdarúgóval, majd labdarúgóedzővel együtt a nyilasok kivégezték.

## Pályafutása

### Klubcsapatban
A Budapesti TC-ben kezdte a labdarúgást. 1914-ben innen került be a válogatottba. 1920 és 1923 között a Ferencváros játékosa volt. A Fradiban összesen 29 mérkőzésen szerepelt (19 bajnoki, 8 nemzetközi, 2 hazai díjmérkőzés) és 8 bajnoki gólt szerzett.

### A válogatottban
1914-ben egy alkalommal szerepelt a válogatottban.

## Sikerei, díjai

### Játékosként
- Magyar bajnokság
  - Bronzérmes: 1920–21

## Statisztika

### Mérkőzése a válogatottban
| Magyarország | Magyarország   | Magyarország    | Magyarország | Magyarország | Magyarország | Magyarország  | Magyarország | Magyarország |
| #            | Dátum          | Helyszín        | Hazai        | Eredmény     | Vendég       | Kiírás        | Gólok        | Esemény      |
| ------------ | -------------- | --------------- | ------------ | ------------ | ------------ | ------------- | ------------ | ------------ |
| 1.           | 1914. május 3. | Bécs, WAC-Platz | Ausztria     | 2 – 0        | Magyarország | Wagner-serleg | -            |              |
|              | Összesen       |                 |              | 1            | mérkőzés     |               | 0            | gól          |